# Estadio Governador Alberto Tavares Silva
El Estadio Governador Alberto Tavares Silva, en honor a Alberto Tavares Silva y popularmente conocido como Albertão, es un estadio multiusos ubicado en la ciudad de Teresina, estado de Piauí en Brasil. Inaugurado en 1973, es propiedad del gobierno estadual y posee una capacidad para 52 000 espectadores.
Debe su nombre al gobernador de Piauí entre los años 1971 y 1975. Es el campo de los clubes Ríver Atlético Clube, Esporte Clube Flamengo y Piauí Esporte Clube.
El Estadio Albertão tiene una inmensa importancia en el fútbol del estado de Piauí por ser el único gran estadio en el estado. En el Albertão por lo general se juega el gran clásico de fútbol del estado, el Rivengo, disputado entre el Ríver-PI y el Flamengo-PI.

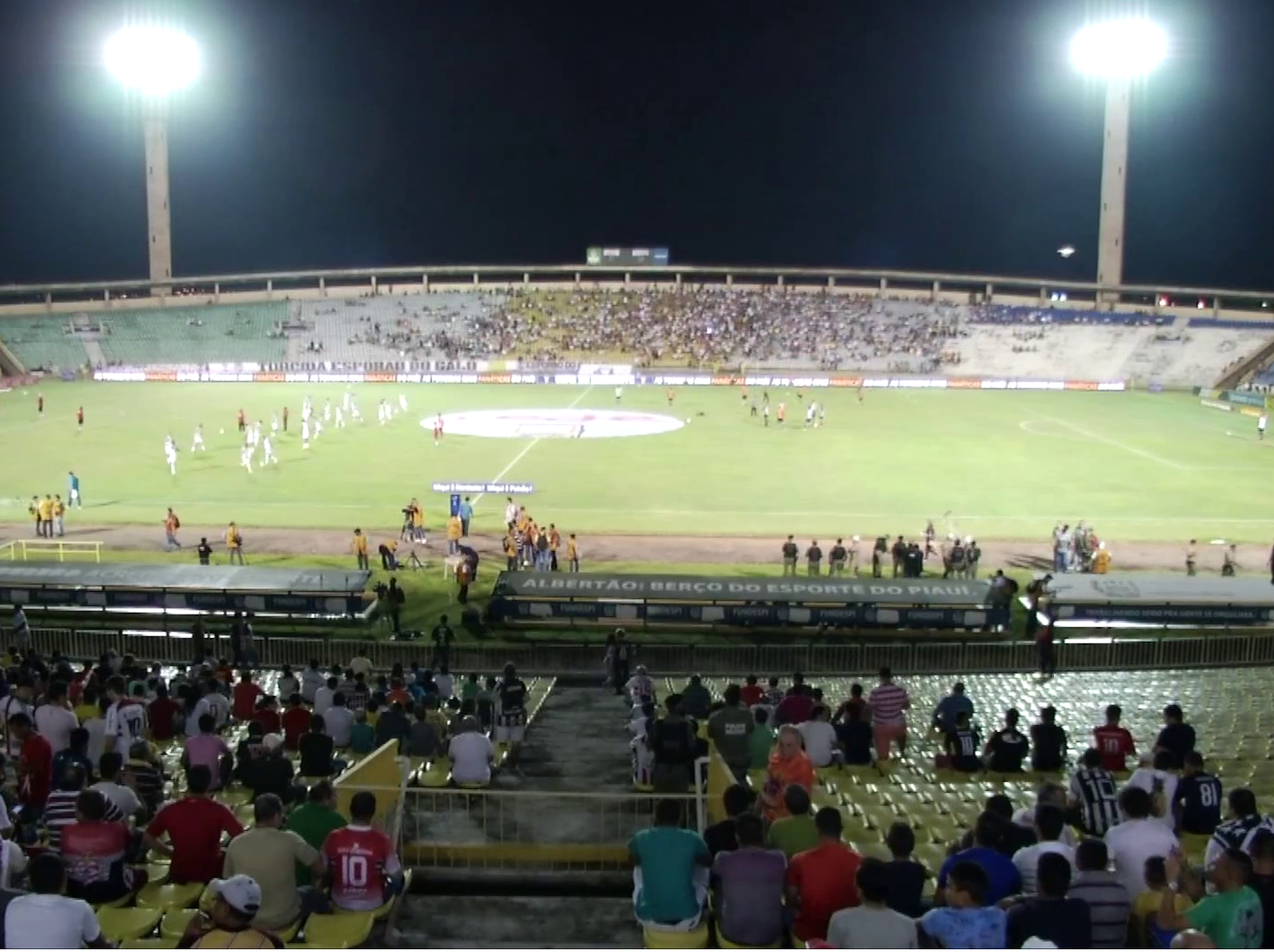
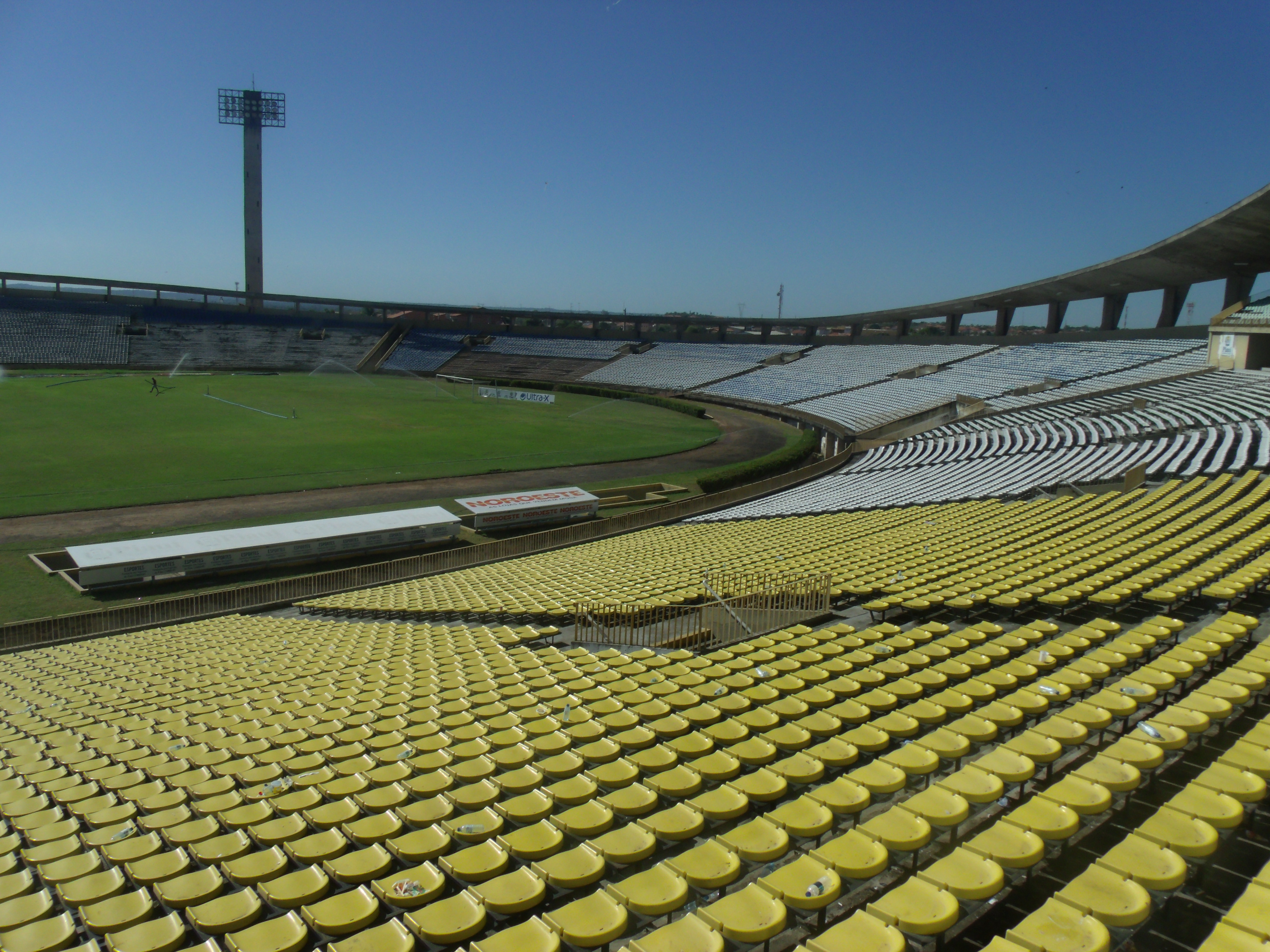